# Meistriliiga (2025)
Ten artykuł dotyczy trwającego lub niedawnego wydarzenia sportowego. Informacje w nim zamieszczone mogą się zmienić lub zdezaktualizować wraz z postępem zdarzenia. Początkowe doniesienia, wyniki lub statystyki mogą być niepewne. Ostatnie aktualizacje do tego artykułu mogą nie odzwierciedlać najbardziej aktualnych informacji.
Meistriliiga 2025 (znana jako A. Le Coq Premium liiga ze względów sponsorskich) jest 35. edycją najwyższej klasy rozgrywkowej piłki nożnej w Estonii.
Bierze w niej udział 10 drużyn, które w okresie od 28 lutego do 9 listopada 2025 rozegrają 36 kolejek meczów.
Obrońcą tytułu jest drużyna Levadia Tallinn.

## Uczestniczące drużyny
| Uczestnicy poprzedniej edycji | Uczestnicy poprzedniej edycji | Uczestnicy poprzedniej edycji | Uczestnicy poprzedniej edycji |
| --- | ----------------------------- | ----------------------------- | ----------------------------- |
| LEV | FCI Levadia Tallinn           | Tallinn                       | 1                             |
| NÕM | Nõmme Kalju                   | Tallinn                       | 2                             |
| PAI | Paide Linnameeskond           | Paide                         | 3                             |
| FLO | Flora Tallinn                 | Tallinn                       | 4                             |
| NVA | JK Narva Trans                | Narwa                         | 5                             |
| TMT | Tartu JK Tammeka              | Tartu                         | 6                             |
| VPR | FC Pärnu Vaprus               | Parnawa                       | 7                             |
| KUR | FC Kuressaare                 | Kuressaare                    | 8                             |
| po barażach |                               |                               |                               |
| KAL | Kalev Tallinn                 | Tallinn                       | 9                             |
| Awans z Esiliigi |                               |                               |                               |
| HAR | Harju JK Laagri               | Laagri                        | 1                             |
| Oznaczenia: - kolumna pierwsza – skróty nazw drużyn, - kolumna trzecia – siedziba klubu, - kolumna czwarta – miejsce zajęte w poprzednim sezonie. |                               |                               |                               |

## Tabela
| Lp. | Drużyna             | M  | Z  | R | P  | B+ | B– | +/– | Pkt | Kwalifikacja lub spadek                        |
| --- | ------------------- | -- | -- | - | -- | -- | -- | --- | --- | ---------------------------------------------- |
| 1   | FCI Levadia         | 23 | 18 | 2 | 3  | 59 | 17 | +42 | 56  | Liga Mistrzów UEFA • I runda kwalifikacyjna    |
| 2   | Flora Tallinn       | 23 | 16 | 3 | 4  | 49 | 20 | +29 | 51  | Liga Konferencji UEFA • I runda kwalifikacyjna |
| 3   | Paide Linnameeskond | 24 | 15 | 3 | 6  | 42 | 21 | +21 | 48  | Liga Konferencji UEFA • I runda kwalifikacyjna |
| 4   | Nõmme Kalju         | 24 | 14 | 2 | 8  | 48 | 29 | +19 | 44  |                                                |
| 5   | Narva Trans         | 24 | 13 | 3 | 8  | 43 | 30 | +13 | 42  |                                                |
| 6   | Pärnu Vaprus        | 24 | 9  | 6 | 9  | 41 | 33 | +8  | 33  |                                                |
| 7   | Tartu Tammeka       | 24 | 6  | 1 | 17 | 30 | 59 | −29 | 19  |                                                |
| 8   | Harju Laagri        | 24 | 5  | 4 | 15 | 27 | 50 | −23 | 19  |                                                |
| 9   | Kuressaare          | 24 | 5  | 2 | 17 | 24 | 51 | −27 | 17  | baraż o Meistriliiga                           |
| 10  | Kalev Tallinn       | 24 | 4  | 2 | 18 | 24 | 77 | −53 | 14  | spadek do Esiliiga                             |

## Wyniki
| Gospodarz \ Gość    | FCI | FLO | HAR | KUR | NAR | NÕK    | PLM | TAK | TAM | VAP | FCI    | FLO    | HAR    | KUR    | NAR    | NÕK    | PLM    | TAK    | TAM    | VAP    |
| ------------------- | --- | --- | --- | --- | --- | ------ | --- | --- | --- | --- | ------ | ------ | ------ | ------ | ------ | ------ | ------ | ------ | ------ | ------ |
| FCI Levadia         |     | 0–0 | 5–0 | 2–1 | 2–1 | 2–1    | 2–1 | 4–0 | 4–0 | 2–2 |        | 17 wrz | 3–0    | 2–0    | 29 sie | 3–1    | 22 paź | 28 wrz | 5 paź  | 22 sie |
| Flora Tallinn       | 1–0 |     | 4–1 | 5–0 | 2–2 | 2–3    | 1–0 | 3–1 | 3–1 | 0–1 |        |        | 3–1    | 1 lis  | 21 paź | 1–0    | 1–2    | 18 paź | 20 wrz | 13 wrz |
| Harju Laagri        | 0–1 | 0–3 |     | 1–1 | 0–3 | 24 wrz | 1–2 | 2–0 | 4–1 | 0–1 | 8 lis  | 4 paź  |        | 17 wrz | 25 paź | 19 paź | 20 wrz | 1 lis  | 31 sie | 27 wrz |
| Kuressaare          | 1–2 | 1–3 | 1–2 |     | 2–1 | 0–2    | 1–2 | 2–0 | 2–3 | 1–0 | 18 paź | 24 sie | 1–3    |        | 20 wrz | 25 paź | 4 paź  | 14 wrz | 0–2    | 2–1    |
| Narva Trans         | 0–1 | 1–2 | 4–2 | 0–2 |     | 1–2    | 1–0 | 1–0 | 4–0 | 4–2 | 2 lis  | 1–1    | 14 wrz | 3–2    |        | 17 wrz | 27 wrz | 23 sie | 4–1    | 18 paź |
| Nõmme Kalju         | 2–0 | 1–2 | 3–0 | 4–0 | 2–0 |        | 0–2 | 6–1 | 2–2 | 1–2 | 21 wrz | 28 wrz | 1–0    | 31 sie | 1–2    |        | 8 lis  | 6–2    | 1 lis  | 5 paź  |
| Paide Linnameeskond | 2–1 | 2–1 | 2–2 | 1–1 | 0–1 | 4–0    |     | 5–0 | 1–0 | 1–0 | 0–3    | 26 paź | 2–0    | 5–1    | 2–0    | 14 wrz |        | 2–2    | 18 paź | 2 lis  |
| Kalev Tallinn       | 0–9 | 0–4 | 1–3 | 4–1 | 2–5 | 0–1    | 1–0 |     | 1–2 | 0–3 | 1–6    | 30 sie | 3–1    | 8 lis  | 4 paź  | 22 paź | 17 wrz |        | 3–2    | 0–2    |
| Tartu Tammeka       | 2–3 | 1–2 | 2–1 | 1–0 | 1–2 | 0–1    | 0–2 | 5–0 |     | 0–5 | 13 wrz | 1–2    | 22 paź | 26 wrz | 8 lis  | 1–3    | 23 sie | 25 paź |        | 16 wrz |
| Pärnu Vaprus        | 1–2 | 0–3 | 1–1 | 2–1 | 1–2 | 0–3    | 1–2 | 2–2 | 2–1 |     | 26 paź | 8 lis  | 2–2    | 21 paź | 0–0    | 2–2    | 30 sie | 21 wrz | 8–1    |        |

## Najlepsi strzelcy
| Bramki | Strzelcy             | Drużyna             |
| ------ | -------------------- | ------------------- |
| 12     | Karel Eerme          | Harju Laagri        |
| 12     | Pierre Kaboré        | Narva Trans         |
| 11     | Ahmed Adebayo Basher | Tartu Tammeka       |
| 11     | Rauno Sappinen       | Flora Tallinn       |
| 11     | Taaniel Usta         | Kalev Tallinn       |
| 10     | Ernest Agyiri        | FCI Levadia         |
| 9      | Markus Poom          | Flora Tallinn       |
| 8      | Robi Saarma          | Paide Linnameeskond |
| 8      | Rommi Siht           | Nõmme Kalju         |

Stan na 2025-08-17. Źródło:.

## Stadiony
| Flora Tallinn FCI Levadia |
| ------------------------- |
| A. Le Coq Arena           |
|                           |

| Harju Laagri             |
| ------------------------ |
| Laagri kunstmurustaadion |
|                          |

| Kuressaare               |
| ------------------------ |
| Kuressaare linnastaadion |
|                          |

| Narva Trans               |
| ------------------------- |
| Narva Kreenholmi staadion |
|                           |

| Nõmme Kalju   |
| ------------- |
| Hiiu staadion |
|               |

| Paide Linnameeskond           |
| ----------------------------- |
| Stadion Paide Ühisgümnaasiumi |
|                               |

| Kalev Tallinn    |
| ---------------- |
| Stadion Kadriorg |
|                  |

| Tartu Tammeka  |
| -------------- |
| Tamme staadion |
|                |

| Pärnu Vaprus        |
| ------------------- |
| Pärnu Rannastaadion |
|                     |

Źródło: .